# Stygoporus oregonensis
Stygoporus oregonensis là một loài bọ cánh cứng trong họ Bọ nước. Loài này được Larson & LaBonte miêu tả khoa học năm 1994.